# Petri Skriko
Petri Kalevi Skriko, född 13 mars 1962 i Villmanstrand, är en finländsk före detta professionell ishockeyspelare. Skriko spelade nio säsonger i NHL för Vancouver Canucks, Boston Bruins, Winnipeg Jets och San Jose Sharks.

## Finland
Petri Skriko slog igenom som 18-åring i SaiPa från hemstaden Villmanstrand och utsågs till årets nykomling i SM-liiga säsongen 1980–81 efter att ha gjort 20 mål och 13 assist för totalt 33 poäng på 36 matcher. 1981 valdes han som 157:e spelare totalt i NHL-draften av Vancouver Canucks.
Skriko spelade fyra år i SM-liiga för SaiPa, fram till och med säsongen 1983–84. På sammanlagt 162 matcher gjorde han 93 mål och 83 assist för 176 poäng i den finländska högsta serien.

## NHL
Säsongen 1984–85 valde Skriko att ta steget över till Nordamerika och NHL. Under sin debutsäsong i Vancouver Canucks gjorde han 21 mål och 14 assist för totalt 35 poäng på 72 matcher.
Skriko fick sitt genombrott i NHL under sin andra säsong i Vancouver Canucks då han gjorde 38 mål och 40 assist för 78 poäng på 80 matcher, vilket gav honom en förstaplats i lagets interna poängliga. Tredje säsongen i Canucks, 1986–87, inledde Skriko starkt med att i november månad göra tre hattricks på åtta dagar vilket ledde till att han utsågs till månadens spelare i NHL, "NHL Player of the Month", som förste spelaren i Canucks historia. Totalt gjorde han 33 mål och 41 assist för 74 poäng på 76 matcher 1986–87. Säsongen 1988–89 vann Skriko för andra gången Canucks interna poängliga då han gjorde 30 mål och 36 assist för totalt 66 poäng, sju fler än lagets 18-årige rookie Trevor Linden.
Skriko spelade för Vancouver Canucks fram till och med säsongen 1990–91 då han byttes bort till Boston Bruins mot ett val i andra rundan i NHL-draften 1991. Skriko spelade 37 grundseriematcher och 18 matcher i slutspelet 1991 för Bruins innan klubben bytte bort honom till Winnipeg Jets 29 oktober 1991. Skriko spelade 15 matcher för Jets på vilka han gjorde 2 mål och 3 assist.
Inför säsongen 1992–93 skrev Skriko på som free agent för San Jose Sharks. I Sharks gjorde Skriko 4 mål och 3 assist på 17 matcher innan han återvände till Finland och SM-liiga för att spela klart säsongen med Esbo Blues. Från säsongen 1993–94 till 1998–99 spelade han för Herning IK i den danska ligan. Två gånger, 1994–95 och 1996–97, utsågs han till årets spelare i Danmark.

## Internationellt
Petri Skriko spelade två JVM-turneringar för det finländska juniorlandslaget med ett silver från 1981 och ett brons från 1982 som resultat. 1982 gjorde Skriko 15 poäng på 7 matcher och utsågs till turneringens bäste forward.
På seniornivå representerade Skriko det finländska landslaget i två OS-turneringar, 1984 i Sarajevo och 1992 i Albertville. Han deltog även i tre VM-turneringar och två Canada Cup.

## Statistik

### Klubbkarriär
| 1979–80         | SaiPa             | Div. 1          | 36  | 25  | 20  | 45  | 8   | —  | — | — | —  | — |
| 1980–81         | SaiPa             | SM-liiga        | 36  | 20  | 13  | 33  | 14  | —  | — | — | —  | — |
| 1981–82         | SaiPa             | SM-liiga        | 33  | 19  | 27  | 46  | 26  | —  | — | — | —  | — |
| 1982–83         | SaiPa             | SM-liiga        | 36  | 23  | 12  | 35  | —   | —  | — | — | —  | — |
| 1983–84         | SaiPa             | SM-liiga        | 35  | 25  | 26  | 51  | 13  | 2  | 0 | 0 | 0  | 2 |
| 1984–85         | Vancouver Canucks | NHL             | 72  | 21  | 14  | 35  | 10  | —  | — | — | —  | — |
| 1985–86         | Vancouver Canucks | NHL             | 80  | 38  | 40  | 78  | 34  | 3  | 0 | 0 | 0  | 0 |
| 1986–87         | Vancouver Canucks | NHL             | 76  | 33  | 41  | 74  | 44  | —  | — | — | —  | — |
| 1987–88         | Vancouver Canucks | NHL             | 73  | 30  | 34  | 64  | 32  | —  | — | — | —  | — |
| 1988–89         | Vancouver Canucks | NHL             | 74  | 30  | 36  | 66  | 57  | 7  | 1 | 5 | 6  | 0 |
| 1989–90         | Vancouver Canucks | NHL             | 77  | 15  | 33  | 48  | 36  | —  | — | — | —  | — |
| 1990–91         | Vancouver Canucks | NHL             | 20  | 4   | 4   | 8   | 8   | —  | — | — | —  | — |
| 1990–91         | Boston Bruins     | NHL             | 28  | 5   | 14  | 19  | 9   | 18 | 4 | 4 | 8  | 4 |
| 1991–92         | Boston Bruins     | NHL             | 9   | 1   | 0   | 1   | 6   | —  | — | — | —  | — |
| 1991–92         | Winnipeg Jets     | NHL             | 15  | 2   | 3   | 5   | 4   | —  | — | — | —  | — |
| 1992–93         | San Jose Sharks   | NHL             | 17  | 4   | 3   | 7   | 6   | —  | — | — | —  | — |
| 1992–93         | Esbo Blues        | SM-liiga        | 18  | 5   | 4   | 9   | 8   | —  | — | — | —  | — |
| 1993–94         | Herning IK        | Danmark         | 28  | 30  | 39  | 69  | —   | —  | — | — | —  | — |
| 1994–95         | Herning IK        | Danmark         | 35  | 34  | 49  | 83  | —   | 7  | 7 | 1 | 8  | — |
| 1995–96         | Herning IK        | Danmark         | 39  | 40  | 55  | 95  | 30  | —  | — | — | —  | — |
| 1996–97         | Herning IK        | Danmark         | 48  | 49  | 60  | 109 | 57  | —  | — | — | —  | — |
| 1997–98         | Herning IK        | Danmark         | 48  | 38  | 58  | 96  | —   | —  | — | — | —  | — |
| 1998–99         | Herning IK        | Danmark         | 42  | 26  | 43  | 69  | —   | —  | — | — | —  | — |
| NHL totalt      | NHL totalt        | NHL totalt      | 541 | 183 | 222 | 405 | 246 | 28 | 5 | 9 | 14 | 4 |
| SM-liiga totalt | SM-liiga totalt   | SM-liiga totalt | 162 | 93  | 83  | 176 | 71  | 2  | 0 | 0 | 0  | 2 |
| Danmark totalt  | Danmark totalt    | Danmark totalt  | 240 | 217 | 304 | 521 | 87  | 7  | 7 | 1 | 8  | — |

### Internationellt
| År            | Lag           | Turnering     | Matcher | Mål | Assist | Poäng | Utv |
| ------------- | ------------- | ------------- | ------- | --- | ------ | ----- | --- |
| 1980          | Finland       | JEM           | 5       | 3   | 1      | 4     | 15  |
| 1981          | Finland       | JVM           | 5       | 3   | 3      | 6     | 10  |
| 1982          | Finland       | JVM           | 7       | 8   | 7      | 15    | 4   |
| 1983          | Finland       | VM            | 10      | 4   | 2      | 6     | 6   |
| 1984          | Finland       | OS            | 6       | 6   | 4      | 10    | 8   |
| 1985          | Finland       | VM            | 10      | 2   | 2      | 4     | 0   |
| 1987          | Finland       | VM            | 10      | 1   | 1      | 2     | 2   |
| 1987          | Finland       | CC            | 5       | 0   | 1      | 1     | 2   |
| 1991          | Finland       | CC            | 6       | 3   | 2      | 5     | 4   |
| 1992          | Finland       | OS            | 8       | 1   | 4      | 5     | 4   |
| Junior totalt | Junior totalt | Junior totalt | 17      | 14  | 11     | 25    | 29  |
| Senior totalt | Senior totalt | Senior totalt | 55      | 17  | 16     | 33    | 26  |